# Маъмирова, Олтиной Туланбоевна
Олтиной Туланбоевна Маъмирова (род. 17 июля 1980, Андижанская область, Узбекская ССР) — узбекский политический деятель, депутат Законодательной палаты Олий Мажлиса Республики Узбекистан IV созыва. Член Социал-демократической партии «Адолат».

## Биография
Олтиной Маъмирова окончила Андижанский инженерно-экономический институт и Академию государственного управления при президенте Узбекистана. В 2020 году избрана в Законодательную палату Олий Мажлиса Республики Узбекистан IV созыва, а также назначена на должность члена Комитета по труду и социальным вопросам Законодательной палаты Олий Мажлиса Республики Узбекистан.

## Примечание
1. ↑  Депутаты. parliament.gov.uz. Дата обращения: 30 января 2022. Архивировано 30 января 2022 года.